# Bobby King (Sänger)
Bobby King (* 28. Juli 1944 in Lake Charles, Louisiana) ist ein US-amerikanischer Gospel-, R&B- und Soul-Sänger
Seit den 1970er Jahren bildete King mit Terry Evans ein Gesangsduo. Sie begleiteten unter anderem Bob Dylan, John Fogerty  und Boz Scaggs im Studio.
Ab 1973 hat King auf mehreren Alben von Ry Cooder gesungen. Er begleitete Bruce Springsteen auf dessen „Human Touch Tour“ 1992–93.
King veröffentlichte auch zwei Soloalben, Bobby King (1981) und Love in the Fire (1984), sowie zwei Alben zusammen mit Terry Evans, Live and Let Live! (1988) und Rhythm, Blues, Soul & Grooves (1990).